# Rizzerio z Muccii
Rizzerio z Muccii OFM (ur. w 2 poł. XII w. w Muccii, zm. 7 lutego 1236 tamże) – włoski franciszkanin, błogosławiony Kościoła rzymskokatolickiego.

## Życiorys
Rizzerio pochodził z Marchii Ankońskiej. Urodził się w rodzinie szlacheckiej w Muccii koło Maceraty. Wraz z Peregrynem z Falerone studiowali prawo na Uniwersytecie Bolońskim, gdy w mieście gościł św. Franciszek z Asyżu. Obaj studenci postanowili wstąpić do założonego przez niego zakonu. Po przyjęciu święceń kapłańskich Rizzerio został prowincjałem w Marchii Ankońskiej. Odbył szereg podróży ewangelizacyjnych, głosząc kazania w miastach italskich. Jego postać wspomniana została w Kwiatkach św. Franciszka. Ostatnie lata życia błogosławiony spędził w rodzinnej Muccii w eremie pod wezwaniem św. Jakuba Apostoła. Zmarł 7 lutego 1236. Kult zaaprobował papież Grzegorz XVI 14 grudnia 1838.
W Muccii znajduje się erem pod wezwaniem bł. Rizzeriego.